# St.-Petri-Kirche
De St.-Petri-Kirche is een van de vijf hoofdkerken van de Duitse stad Hamburg en is opgedragen aan de apostel en martelaar Petrus. De 132 meter hoge kerktoren behoort tot de hoogste van de wereld. De kerk behoort tot de evangelisch-lutherse gemeente.
In 1310 werd in de Hamburgse Altstadt begonnen met de bouw van de gotische kerk, die in 1418 voltooid werd. De bronzen leeuwenkop op de klopper van de kerkdeur herinnert aan de eerstesteenlegging voor de toren in 1342.
In 1842 werd de kerk verwoest door een grote brand, waarbij de meeste kunstwerken uit het interieur gered konden worden. Al na zeven jaar werd een begin gemaakt met de nieuwbouw in neogotische stijl. In 1878 kwam de 132 meter hoge kerktoren gereed. De kerk heeft de Tweede Wereldoorlog goed doorstaan.
De kerk herbergt verschillende kunstwerken, waaronder een 14e-eeuws altaar, een houten beeld van de hand van Bernt Notke en twee olieverfschilderijen van de Duitse schilder Gottfried Libalt en stellen de droom van Jakob voor en de geboorte van Christus. Laatste twee werden beschadigd bij een aanslag met zuur, maar konden worden gerestaureerd.
Voor de kerk bevindt zich een standbeeld van Dietrich Bonhoeffer, een Duits verzetsstrijder uit de Tweede Wereldoorlog, die de dood vond in een concentratiekamp.

## Afbeeldingen
|                     |                      |                                       |
| Dietrich Bonhoeffer | De leeuwenkopklopper | De droom van Jakob (Gottfried Libalt) |